# جوزيف فرنسيس كون
جوزيف فرنسيس كون (بالإنجليزية: Joseph Francis Kuhn)‏ هو ملحن أمريكي، ولد في 24 ديسمبر 1924، وتوفي في 10 مارس 1962.

## وصلات خارجية
- جوزيف فرنسيس كون على موقع ميوزك برينز (الإنجليزية)
- جوزيف فرنسيس كون على موقع ديسكوغز (الإنجليزية)